# 青木基正
青木 基正（あおき もとまさ、1950年5月18日 - ）は、宮城県出身のプロゴルファー。

## 来歴
東京都立昭和高等学校出身。
12歳からゴルフを始め、1977年にプロ入りする。
青木功と同姓、姿も似ていることから「影武者」と言われ、1982年のフジサンケイクラシックの練習日には青木から色々と教わった。
1982年の関東プロでは2日目に65をマークして一気に謝敏男（中華民国）の2位に浮上し、3日目には6バーディー、1ボギーの5アンダー67のベストスコアで、68で上がった新井規矩雄に3打差を付け、通算14アンダーの202で単独首位に立った。最終日には激しい雨の中で3バーディー、3ボギー72と手堅くまとめ、2位の森憲二に2打差付けて逃げ切った。柔道2段で両手とも握力60kgの力強いショットであったが、初優勝を目前にして15番では1mのパーパットを腕がスムーズに動かず外し、17番も約15mのアプローチショットを失敗していずれもボギー。18番の約20cmのウイニングパットを決めると、降りしきる雨の中で何度もガッツポーズをとった。関東プロ優勝時点で獲得賞金が994万円となり、目標のシード権もほぼ確実にし、試合後のインタビューでは「優勝賞金は貯金します。今回の優勝を母に捧げたい」と語った。
プロ初勝利を挙げてシード選手の仲間入りを果たすと 、1982年の日本シリーズでは初出場ながら初日6アンダーで首位に立つ 。
1983年にはハワイパールオープンで倉本昌弘・関水利晃・水野和徳・鷹巣南雄・高橋純一・牧野裕・高橋五月を抑え、デビッド・イシイ（アメリカ）の2位に入った。武富士サイパンでは初日を金井清一・榎本七郎・杉田勇・佐野修一と並んでの3位タイでスタートし、最終日には前日から首位の内田繁に一時2打差付けられるが、この日のベストスコア68を出して通算4アンダー138で並んでサドンデス・プレーオフとなる。プレーオフでは2ホール目の18番で約10mのロングパットを決めて優勝し、表彰式ではミス北マリアナとミスサイパンから祝福のキスを受けた。
1984年、1987年と2度もシード落ちしたが、復活が難しいといわれる厳しい争いの中で2度にわたってシード復活を遂げた。
1985年のポカリスエットオープンは最終日猛チャージをかけて見事な逆転勝ちを見せ、その年初戦にしてシード復帰。日経カップ 中村寅吉メモリアルでは気温34.4度という酷暑の中でのラウンドで尾崎直道・岩下吉久・須貝昇に次ぐと同時に尾崎将司・鷹巣南雄・謝敏・藤木三郎・鈴木豊を抑え、中嶋常幸・倉本昌弘と並んで4位タイに入る。サントリーオープンでは尾崎健夫、ラリー・ネルソン（アメリカ）に次ぐ3位、3日目が台風13号の直撃で中止になったKBCオーガスタが前田新作と並んでの7位タイ、全日空札幌オープンでは重信秀人・湯原・新井・須貝昇・船渡川育宏・陳志忠（中華民国）と並んでの9位タイであった。
1986年には美津濃オープンで山本洋一・岩下吉久・石井裕士、デビッド・イシイ（アメリカ）と並んでの8位タイ、関東プロでは岩下・尾崎健・須貝と並んでの8位タイ、ジーン・サラゼン ジュンクラシックでは湯原信光・長谷川勝治・入江勉・イシイ、ブライアン・ジョーンズ（オーストラリア）、陳（中華民国）と並んでの5位タイに入った。
1987年の関東プロでは尾崎直・湯原信光・高橋勝成・芹澤信雄・小林富士夫・田中文雄に次ぐと同時に鈴木弘一・海老原清治・河野和重と並んでの8位タイに入り、1988年には水戸グリーンオープンで寺田寿・松井利樹・佐々木久行を抑えて優勝。
1988年の大京オープンではグラハム・マーシュ（オーストラリア）、イシイと並んで2位タイに入った。
1989年には網膜に水が溜まる病気にかかり、真っ直ぐな物が波打って見える上に30m以上離れると霞んだため、グリーンの傾斜が分からず、アプローチもノーカンでスコアどころではなくなる。7月に判明した時には薬でも時間をかければ治るとの診断であったが、8月には少しでも早く回復の可能性がある手術に踏み切る。手術後は思い通りのゴルフができるようになり、予選落ち17回で賞金ランク94位と低迷していたが、最終戦の大京オープンでは初日に7バーディー、2ボギーの67と復活し芹澤・甲斐俊光・川上典一・ジョーンズと共に首位タイスタートを決めた。
1990年はインペリアルトーナメントで東聡・金子柱憲・渡辺司と並んでの9位タイ、静岡オープンで金井清一・中嶋・室田淳と並んでの7位タイ、ヨネックスオープン広島で渡辺・加瀬秀樹・芹澤・横山明仁と並んでの9位タイに入った。
1991年は日経カップ 中村寅吉メモリアルで中村彰男・高橋と並んでの7位タイ、1992年はインペリアルトーナメントで湯原と並んでの5位タイ、テーラーメイドKSBオープンでは金子・藤木に並んでの5位タイ、サントリーオープンでは井上久雄・大町昭義・尾崎将・渡辺、フランキー・ミノザ（フィリピン）と並んでの6位タイに入った。
1993年は静岡オープン4位タイ、フィランスロピー7位タイに入る。
1994年のユナイテッド航空KSBオープン10位タイがレギュラーツアーでの最後の十傑入りとなり、2000年からはシニアに転向し、2年目の2001年にはオールドマンパーで新井・小林・川俣茂・天野勝・上原宏一・草壁政治・近藤守・冨田三十士を抑えてシニア初優勝を飾った 。
2002年は公式戦の日本シニアオープンで初日首位に立ちメジャー初制覇の期待がかかったが、2日目の大叩き（80）が響いて5位、2日目を除くと3日間60台のスコアであっただけに惜しまれた。
2003年はアデランスシニア6位タイが最高であったが、2004年はファンケルシニア最終日で優勝した横島由一を追い上げて一時は首位に並ぶ健闘を見せ2位に入り、大会を盛り上げ、賞金ランクも昨年の23位から5位へとジャンプアップした。
2005年・2006年はシード権を落とすが、2007年はファンケルクラシックで2日目66のスコアで2位タイに浮上すると最終日も粘りのゴルフを見せ、最終18番で2オンに成功、イーグルパットが決まればプレーオフというところまでいった。結局カップに蹴られバーディ止まりの単独2位であったが、この賞金が効いて賞金ランク14位に入り、シード権を見事復活させた。
同年の日本プロを最後にレギュラーツアーから引退。
2023年の福岡シニアオープン・スーパーシニアでは最終ラウンドを72のパープレーで回ってエージシュートも達成し、4打差を逆転優勝で大会2勝目を挙げた。最終ラウンドは前半2バーディー・2ボギーでスコアを戻して後半の戦いに集中したが、青木は11番のバーディーが流れを変え、ライバルがスコアを落とす中で我慢のプレーを継続。15番をボギーとしたが、最終18番では、ライバルと目していた山本善隆が先攻して打ったアプローチが参考になったことも味方に、青木は絶妙のアプローチでピンまで40cmの距離につけて、パーセーブ。我慢を強いられた後半であったが、2019年以来の2勝目をあげることができた。

## 主な優勝
レギュラー
- 1982年 - 関東プロ
- 1983年 - 武富士サイパン
- 1985年 - ポカリスエットオープン
- 1988年 - 水戸グリーンオープン
- 1993年 - 平尾昌晃プロアマチャリティ
- 1994年 - 名球会チャリティ

シニア
- 2001年 - オールドマンパーシニア
- 2019年 - 佐世保シニアオープン、福岡シニアオープン（スーパーシニア）
- 2023年 - 福岡シニアオープン（スーパーシニア）